# Jan Lustig
Jan Lustig (* 23. Dezember 1902 in Brünn, Mähren; † 24. April 1979 in München) war ein deutsch-amerikanischer Drehbuchautor.

## Leben
Jan Lustig arbeitete in Berlin als Journalist, insbesondere als Filmkritiker und verfasste Kurzgeschichten. Nach der Machtergreifung der Nationalsozialisten emigrierte er nach Frankreich, wo er erste Drehbücher verfasste. 1940 zwang ihn der Einmarsch der deutschen Truppen zur Ausreise in die USA. Er fand dort rasch eine Tätigkeit bei MGM und schrieb die Vorlagen zu kommerziell erfolgreichen Filmen. 
„Im Jahre 1959 kehrte Jan Lustig nach Deutschland zurück und ließ sich in München nieder. Es war die Einsamkeit nach dem Tode seiner ersten Frau, die ihn dazu veranlaßte, Kalifornien zu verlassen. Sonst hätte er den Vereinigten Staaten wohl nie den Abschied gegeben, denn er war Land und Leuten dankbar zugetan. Die außerordentliche Herzlichkeit und Hilfsbereitschaft seiner amerikanischen Freunde und nicht zuletzt die anziehende Landschaft Kaliforniens banden Jan Lustig an das Land.“ Nach seiner Rückkehr war er noch für einige Jahre als Autor für den Film tätig.
In erster Ehe war Jan Lustig mit Charlotte Lustig geb. Weinberg (1897–1959) verheiratet. Sie ist auf dem Forest Lawn Memorial Park (Glendale) begraben.
Liesl Frank, die in erster Ehe mit Bruno Frank verheiratet war, heiratete 1965 in dritter Ehe Jan Lustig, mit dem sie im Herzogpark in München-Bogenhausen wohnte.

## Filmografie (Auswahl)
- 1937: Der Dickschädel (Gribouille)
- 1942: Reunion in France
- 1944: Die weißen Klippen (The White Cliffs of Dover)
- 1948: Dr. Johnsons Heimkehr (Homecoming)
- 1949: Das Schicksal der Irene Forsyte (That Forsyte Woman)
- 1953: Die Thronfolgerin (Young Bess)
- 1953: Herzen im Fieber (Torch Song)
- 1953: War es die große Liebe? (The Story of Three Loves)
- 1953: Die Ritter der Tafelrunde (Knights of the round table)
- 1955: Das Schloß im Schatten (Moonfleet)
- 1963: Elf Jahre und ein Tag